# Расницов, Анатолий Михайлович
Анатолий Михайлович Расницов (1919—2004) — советский военный лётчик. Участник Великой Отечественной войны. Герой Советского Союза (1945). Гвардии генерал-майор авиации. Почётный крымчанин (1999).

## Биография

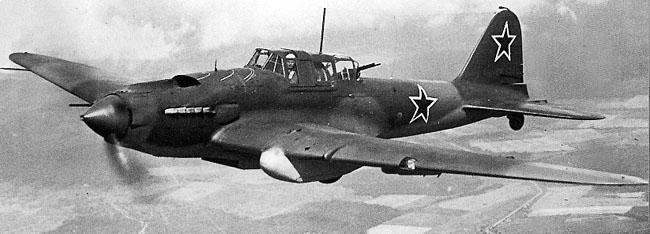
Штурмовик Ил-2

Анатолий Михайлович Расницов родился 22 ноября 1919 года в городе Симферополе в семье рабочего. Русский. Окончил 9 классов средней школы в 1936 году. Трудовую деятельность Анатолий Михайлович начал подмастерьем на тарной базе Роспищепрома, затем работал на Симферопольском хлебозаводе. Одновременно занимался в городском аэроклубе. С декабря 1938 года по октябрь 1939 года он проходил обучение в Херсонской школе лётчиков-инструкторов Осоавиахима. По её окончании остался работать в системе Общества содействия обороне, авиационному и химическому строительству. До мая 1940 года А. М. Расницов работал инструктором аэроклуба в Рязани. Затем Анатолий Михайлович прошёл курсы переподготовки на истребителе И-15 в Ульяновске и в октябре 1940 года был направлен лётчиком-инструктором в Симферопольский аэроклуб.
В ряды Рабоче-крестьянской Красной Армии А. М. Расницов был призван Симферопольским городским военкоматом по спецнабору Центрального Комитета ВЛКСМ в апреле 1941 года. Военную службу сержант А. М. Расницов начал лётчиком-инструктором 12-й Симферопольской военной авиационной школы лётчиков. С началом Великой Отечественной войны Анатолий Михайлович настойчиво просился на фронт и в ноябре 1941 года его направили в 637-й ночной легкобомбардировочный авиационный полк. В боях с немецко-фашистскими захватчиками А. М. Расницов с декабря 1941 года на Калининском фронте. Воевал на самолёте У-2. Боевое крещение принял в Калининской наступательной операции Битвы за Москву во время ночного налёта на железнодорожную станцию Оленино. После завершения операции в январе 1942 года полк, в котором служил сержант А. М. Расницов, был переформирован в 637-й штурмовой авиационный полк. Анатолий Михайлович быстро освоил штурмовик Ил-2 и вскоре приступил к боевой работе на ржевском выступе. 20 апреля 1942 года во время очередного вылета на штурмовку переднего края противника, двадцать пятого по счёту, его самолёт был подбит. Расницов получил осколочные ранения в лицо и левую руку. Раны оказались нетяжёлыми, и после нескольких дней, проведённых в полковом лазарете, Анатолий Михайлович собирался вернуться за штурвал самолёта, но вместо этого имевшего большой опыт инструкторской работы лётчика отправили в 10-й запасной бомбардировочный авиационный полк готовить новые кадры для фронта.
Более полутора лет А. М. Расницов добросовестно служил лётчиком-инструктором в запасном полку сначала в Каменке, затем в Кировабаде, подготовив за это время к боевой работе не одну сотню молодых лётчиков. На базе 10-го ЗАП Анатолий Михайлович сам прошёл переаттестацию и получил офицерское звание. Он неоднократно подавал рапорты об отправке на передовую, но неизменно получал отказ. Это заставило его пойти на отчаянный шаг. Как-то в ноябре 1943 года в полк за новыми самолётами прибыл его друг лейтенант Г. Р. Фроленко, служивший командиром эскадрильи в 800-м штурмовом авиационном полку. Кресло воздушного стрелка в его самолёте было свободно, и Анатолий Михайлович уговорил друга взять его с собой. Бросив в казарме все свои личные вещи, в одном только лётном комбинезоне младший лейтенант А. М. Расницов сбежал на фронт. О его побеге скоро стало известно, и в принявшую беглеца часть пришла телеграмма с требованием вернуть сбежавшего инструктора, но за Анатолия Михайловича вступился командир 292-й штурмовой авиационной дивизии генерал-майор авиации Ф. А. Агальцов. «Хорошие летчики нужны здесь не меньше, чем в тылу», — решил Филипп Александрович, и младший лейтенант А. М. Расницов был зачислен в 800-й штурмовой авиационный полк.
К боевой работе в полку Анатолий Михайлович приступил только через месяц после своего побега. В декабре 1943 года 800-й штурмовой авиационный полк в составе 292-й штурмовой авиационной дивизии 1-го штурмового авиационного корпуса 5-й воздушной армии 2-го Украинского фронта участвовал в боях за расширение захваченных наземными войсками плацдармов на правом берегу Днепра. Уже во время своего первого боевого вылета младший лейтенант А. М. Расницов продемонстрировал своё высочайшее лётное мастерство и почти сразу был переведён на должность старшего лётчика. Во время Кировоградской наступательной операции в тяжёлых метеоусловиях Анатолий Михайлович 8 раз водил звено на штурмовку живой силы и техники противника. В боях за город Кировоград он уничтожил 3 танка и 8 автомашин с войсками и грузами, подавил огонь трёх артиллерийских батарей, взорвал склад с боеприпасами. За эффективную поддержку наземных войск при прорыве обороны врага младшему лейтенанту А. М. Расницову была объявлена благодарность от имени командующего 5-й гвардейской армией.
5 февраля 1944 года за отличие в боях 800-й штурмовой авиационный полк приказом НКО СССР № 016 был преобразован в 144-й гвардейский в составе 9-й гвардейской штурмовой авиационной дивизии 1-го гвардейского штурмового авиационного корпуса. Участие в Корсунь-Шевченковской операции потребовало от лётчиков-гвардейцев подлинного героизма. Несмотря на сильные метели, холод и низкую облачность штурмовики совершали боевые вылеты на уничтожение пытавшейся вырваться из окружения семидесятитысячной корсунь-шевченковской группировки противника. Гвардии младший лейтенант А. М. Расницов в условиях нелётной погоды совершил 11 боевых вылетов. Действуя с высоты 300—500 метров, он точными бомбово-штурмовыми ударами уничтожил 2 танка, 18 автомашин с пехотой и военным имуществом и немецкий транспортный самолёт Ю-52. Весной 1944 года Анатолий Михайлович участвовал в освобождении Правобережной Украины. Осуществляя боевые вылеты на штурмовку переднего края немцев, он неоднократно обеспечивал продвижение вперёд наземных частей 2-го Украинского фронта в рамках Уманско-Ботошанской операции, в составе своего подразделения освобождал Умань и Первомайск. После вступления частей фронта на территорию Румынии, 144-й гвардейский штурмовой авиационный полк активно действовал на ясском направлении. В период подготовки Ясско-Кишинёвской операции гвардии младший лейтенант А. М. Расницов привлекался к разведывательным полётам и неоднократно добывал ценные данные о противнике. Так, 30 мая 1944 года он обнаружил передвижение немецких и румынских войск по дороге Яссы — Тыргу-Фрумос и место их сосредоточения. Своевременный штурмовой удар полка по обнаруженному Расницовым скоплению пехоты и танков позволил сорвать тщательно готовившуюся контратаку врага.
5 июля 1944 года 1-й гвардейский штурмовой авиационный корпус был передан в состав 2-й воздушной армии 1-го Украинского фронта. В ходе Львовско-Сандомирской операции гвардии младший лейтенант А. М. Расницов продемонстрировал «бесподобный героизм мастера штурмовых ударов и атак… при прорыве сильно укреплённой обороны противника на львовском направлении». Действуя на малых высотах под плотным огнём зенитной артиллерии, Анатолий Михайлович делал по четыре захода на цель и точными бомбово-штурмовыми ударами подавлял опорные пункты и узлы сопротивления противника. Но особенно весомой стала боевая работа Расницова в качестве воздушного разведчика. По мнению заместителя командира 9-й гвардейской штурмовой авиационной дивизии гвардии подполковника С. А. Донченко гвардии младший лейтенант А. М. Расницов был настоящим асом разведки, одним из лучших не только в полку, но и во всём корпусе. Летая на задания в паре и в одиночку, Анатолий Михайлович неоднократно добывал ценные разведданные, которые оказывали значительное влияние на успех наземных операций советских войск. Так, во время боёв за Перемышль он своевременно обнаружил концентрацию противником танков и автомашин с пехотой общим количеством до 40 единиц. В результате штурмовики полка нанесли немцам большой урон и предотвратили контрнаступление. Исключительно ценные сведения о противнике Анатолий Михайлович добывал в период боёв за удержание и расширение Сандомирского плацдарма. 31 августа 1944 года во время разведывательного полёта он обнаружил в районе населённого пункта Опатув до 40 хорошо замаскированных вражеских танков. Своевременный удар штурмовой авиации сорвал далеко идущие планы неприятеля. 2 сентября Анатолий Михайлович выявил переброску к линии фронта резервов противника на дороге Опатув — Баковице (Backowice). Продолжив по заданию командующего полёт вглубь вражеской территории, он, несмотря на противодействие двух немецких истребителей, обнаружил в районе населённого пункта Нова Слупя ещё одну колонну из 12 танков и 7 бронетранспортёров. Сведения, добытые гвардии младшим лейтенантом Расницовым, были незамедлительно переданы в наземные войска и дали им возможность своевременно принять меры для отражения готовившегося наступления. За успешное выполнение особых заданий командования на Сандомирском плацдарме Анатолий Михайлович был награждён орденом Славы 3-й степени и произведён в гвардии лейтенанты.
Не менее эффективно А. М. Расницов действовал и во время Карпатско-Дуклинской операции. Летая в сложных метеоусловиях условиях горно-лесистой местности, Анатолий Михайлович буквально оседлал коммуникации немцев к западу и югу от Дукли. 11 сентября 1944 года он обнаружил на дороге Новы-Жмигруд — Ивля крупную колонну немецких войск общим числом до 50 автомашин. Передав по радио координаты цели на командный пункт корпуса, он произвёл её штурмовку, в ходе которой поджёг три автомашины и тем самым создал затор на горной дороге. Подошедшая вскоре группа советских штурмовиков практически полностью уничтожила вражескую колонну. 9 октября гвардии лейтенант Расницов вылетел на задание в район населённого пункта Мысцова (Myscowa) с целью обнаружения перебрасываемой в район Дукли колонны немецких танков. Противник в буквальном смысле пытался замести следы, прицепив к последнему танку в колонне спиленное дерево. Однако Анатолий Михайлович быстро вышел на след врага и настиг его в районе населённого пункта Тшчана (Trzciana). Там же лётчик обнаружил позиции трёх хорошо замаскированных дальнобойных артиллерийских батарей, которые в дальнейшем были уничтожены советской авиацией. Над целью Ил-2 Расницова был атакован двумя немецкими истребителями. В ожесточённой воздушной схватке Анатолий Михайлович отбил все атаки врага и сбил при этом один Ме-109. Всего за время боёв на левом берегу Вислы и в Восточных Карпатах А. М. Расницов произвёл 55 боевых вылетов на разведку войск противника.
12 января 1945 года войска 1-го Украинского фронта перешли в наступление в рамках Сандомирско-Силезской фронтовой операции Висло-Одерского стратегического плана. Погожих дней в январе 1945 года практически не было, но неблагоприятные погодные условия не могли помешать опытному боевому лётчику. Наступающие советские войска нуждались в поддержке с воздуха, а командованию всегда нужны были свежие разведданные. Выполняя боевые задания командования, гвардии лейтенант А. М. Расницов поднимал в небо свой Ил-2 в любых метеоусловиях. Только в течение января Анатолию Михайловичу трижды объявлялись благодарности от имени Верховного Главнокомандующего. В первые дни наступления он вскрыл немецкую оборону на реке Нида, чем содействовал её быстрому преодолению. 16 января в составе больших групп Ил-2 он участвовал в штурмовках немецких войск в районе Радомско и Выгода, в ходе которых нанёс большой урон врагу. 18 января гвардии лейтенант Расницов обнаружил на станции Штальхаммер близ города Сосновец четыре воинских эшелона, которые затем были разгромлены советской авиацией. Неоднократно Анатолий Михайлович водил группы по 3 — 6 Ил-2 на штурмовку узлов сопротивления противника, способствуя успешному наступлению наземных войск в районе городов Крайцбург, Розенберг, Ландсберг, Гуттентаг и Бреслау. Всего к началу марта 1945 года в составе 144-го гвардейского авиационного полка гвардии лейтенант А. М. Расницов произвёл 112 боевых вылетов (137 боевых вылетов с учётом работы на Калининском фронте), в результате бомбового-штурмовых ударов уничтожил 15 танков, 33 автомашины с войсками и грузами, 7 орудий полевой артиллерии, 1 самолёт на земле, подавил огонь 12 артиллерийских батарей, истребил большое количество живой силы противника и нанёс большой урон его военной инфраструктуре. Анатолий Михайлович провёл 27 воздушных боёв, сбил два истребителя противника. 2 марта 1945 года командир полка гвардии майор М. И. Степанов представил гвардии лейтенанта А. М. Расницова к званию Героя Советского Союза. Указ Президиума Верховного Совета СССР о присвоении Анатолию Михайловичу высокого звания был подписан уже после окончания Великой Отечественной войны 27 июня 1945 года.
На заключительном этапе войны А. М. Расницов принимал участие в Берлинской и Пражской операциях. Боевой путь Анатолий Михайлович завершил в звании гвардии старшего лейтенанта 11 мая 1945 года в небе Чехословакии, совершив последние боевые вылеты на ликвидацию рвавшейся на запад группировки генерал-фельдмаршала Ф. Шёрнера. Всего к концу войны он произвёл 155 боевых вылетов. После окончания войны А. М. Расницов продолжил службу в военно-воздушных силах СССР. Служил в должности командира эскадрильи в авиационных частях в Австрии, Румынии и Одесском военном округе. После окончания в 1955 году Военно-воздушной академии Анатолий Михайлович командовал авиационным полком. В запас он уволился в 1960 году в звании гвардии полковника с должности заместителя начальника оперативного отделения штаба 333-й авиационной дивизии по боевой подготовке. Жил в Симферополе. Около восемнадцати лет работал инженером на машиностроительном заводе «Фиолент». После выхода на заслуженный отдых Анатолий Михайлович участвовал в военно-патриотической работе и ветеранском движении. Умер А. М. Расницов 1 июня 2004 года. Похоронен в Симферополе.

## Награды и звания
- Медаль «Золотая Звезда» (27.06.1945);
- орден Ленина (27.06.1945);
- два ордена Красного Знамени (07.10.1944; 19.05.1945);
- орден Отечественной войны 1-й степени (11.03.1985);
- два ордена Красной Звезды (22.06.1944; 30.12.1956);
- орден Славы 3-й степени (10.09.1944);
- медали;
- звание «Почётный крымчанин» (17.11.1999);
- Почётная грамота Президиума Верховной Рады Автономной Республики Крым (26.04.1999)[3].

## Память
- Мемориальная доска в честь Героя Советского Союза А. М. Расницова установлена в Симферополе по адресу: улица Киевская, 110.

## Документы
- Общедоступный электронный банк документов «Подвиг Народа в Великой Отечественной войне 1941—1945 гг.» Дата обращения: 24 октября 2013. Архивировано из оригинала 13 марта 2012 года.

Представление к званию Героя Советского Союза.
Указ Президиума Верховного Совета СССР о присвоении звания Героя Советского Союза.
Орден Красного Знамени (наградной лист и приказ о награждении от 07.10.1944).
Орден Красного Знамени (наградной лист и приказ о награждении от 19.05.1945).
Орден Отечественной войны 1-й степени (информация из карточки награждённого к 40-летию Победы.
Орден Красной Звезды (наградной лист и приказ о награждении от 22.06.1944).
Орден Славы 3-й степени (наградной лист и приказ о награждении).
- Решение Президиума Верховной Рады Автономной Республики Крым «О присвоении звания «Почётный крымчанин» Расницову А. М.»